# Філіппіни на літніх Олімпійських іграх 2016
Філіппіни на літніх Олімпійських іграх 2016 представляли 13 спортсменів у 8 видах спорту. Вони вибороли одну срібну медаль.

## Медалісти
| Медалі | Спортсмени   | Вид спорту     | Дисципліна      | Дата     |
| ------ | ------------ | -------------- | --------------- | -------- |
| Срібло | Хіділін Діас | Важка атлетика | жінки, до 53 кг | 7 серпня |

## Спортсмени
| Дисципліна       | Чоловіки | Жінки | Разом |
| ---------------- | -------- | ----- | ----- |
| Легка атлетика   | 1        | 2     | 3     |
| Бокс             | 2        | 0     | 2     |
| Гольф            | 1        | 0     | 1     |
| Дзюдо            | 1        | 0     | 1     |
| Плавання         | 1        | 1     | 2     |
| Настільний теніс | 0        | 1     | 1     |
| Тхеквондо        | 0        | 1     | 1     |
| Важка атлетика   | 1        | 1     | 2     |
| Разом            | 7        | 6     | 13    |

## Легка атлетика
Філіппінські легкоатлети кваліфікувалися у наведених нижче дисциплінах (не більш як 3 спортсмени в кожній дисципліні):
Легенда
- Примітка – для трекових дисциплін місце вказане лише для забігу, в якому взяв участь спортсмен
- Q = пройшов у наступне коло напряму
- q = пройшов у наступне коло за добором (для трекових дисциплін - найшвидші часи серед тих, хто не пройшов напряму; для технічних дисциплін - увійшов до визначеної кількості фіналістів за місцем якщо напряму пройшло менше спортсменів, ніж визначена кількість)
- NR = Національний рекорд
- N/A = Коло відсутнє у цій дисципліні
- Bye = спортсменові не потрібно змагатися у цьому колі

Трекові і шосейні дисципліни
| Спортсмен       | Дисципліна                               | Попередній забіг | Попередній забіг | Півфінал  | Півфінал | Фінал           | Фінал           |
| Спортсмен       | Дисципліна                               | Результат        | Місце            | Результат | Місце    | Результат       | Місце           |
| --------------- | ---------------------------------------- | ---------------- | ---------------- | --------- | -------- | --------------- | --------------- |
| Ерік Крей       | біг на 400 метрів з бар'єрами (чоловіки) | 49.05            | 3 Q              | 49.37     | 7        | Завершив виступ | Завершив виступ |
| Мері Джой Табал | марафон (жінки)                          | Н/Д              | Н/Д              | Н/Д       | Н/Д      | 3:02:27         | 124             |

Технічні дисципліни
| Спортсменка       | Дисципліна                | Кваліфікація       | Кваліфікація | Фінал              | Фінал            |
| Спортсменка       | Дисципліна                | Результат у метрах | Місце        | Результат у метрах | Місце            |
| ----------------- | ------------------------- | ------------------ | ------------ | ------------------ | ---------------- |
| Марестелла Сунанг | стрибки в довжину (жінки) | 6.22               | 28           | Завершила виступ   | Завершила виступ |

## Бокс
Філіппіни делегували на Олімпійські ігри двох боксерів. Рохен Ладон і срібний призер Чемпіонату Азії Чарлі Суарес завоювали свої олімпійські путівки на Азійському і океанському кваліфікаційному турнірі 2016, що пройшов у Цяньані (Китай). Суарес не зміг вийти в другий раунд після програшу в першому поєдинку Джозефові Кордіні з Великої Британії розділеним рішенням з рахунком 1-2. Натомість Ладон поступився Юберхенові Мартінесу з Колумбії одностайним рішенням, оскільки всі троє суддів на своїх картках віддали перевагу Мартінесу з рахунком 2–1.
| Спортсмен    | Категорія           | Раунд 1/32                 | Раунд 1/16                   | Чвертьфінали       | Півфінали          | Фінал              | Фінал           |
| Спортсмен    | Категорія           | Суперник Результат         | Суперник Результат           | Суперник Результат | Суперник Результат | Суперник Результат | Місце           |
| ------------ | ------------------- | -------------------------- | ---------------------------- | ------------------ | ------------------ | ------------------ | --------------- |
| Рохен Ладон  | до 49 кг (чоловіки) | Bye                        | Юберхен Мартінес (COL) L 0–3 | Завершив виступ    | Завершив виступ    | Завершив виступ    | Завершив виступ |
| Чарлі Суарес | до 60 кг (чоловіки) | Джозеф Кордіна (GBR) L 1–2 | Завершив виступ              | Завершив виступ    | Завершив виступ    | Завершив виступ    | Завершив виступ |

## Гольф
Філіппіни виставили на Олімпійські ігри одного гольфіста. Мігель Табуена (№ 140 у світовому рейтингу) кваліфікувався напряму як один із 60-ти гравців, які могли пройти за рейтинг-листом IGF станом на 11 липня 2016 року. Ангело Кью і Дотті Ардіна також кваліфікувалися, але відмовилися від участі, назвавши причиною цього рішення побоювання щодо вірусу Зіка.
| Спортсмен      | Дисципліна | Раунд 1   | Раунд 2   | Раунд 3   | Раунд 4   | Загалом   | Загалом | Загалом |
| Спортсмен      | Дисципліна | Результат | Результат | Результат | Результат | Результат | Пар     | Місце   |
| -------------- | ---------- | --------- | --------- | --------- | --------- | --------- | ------- | ------- |
| Мігель Табуена | чоловіки   | 73        | 75        | 73        | 70        | 291       | +7      | 53      |

## Дзюдо
Філіппіни отримали невикористану ліцензію на участь одного дзюдоїста в категорії до 81 кг, яка звільнилась оскільки іранець Аліреза Ходжасте в категорії до 66 кг відмовився від участі в останній момент. Накано поступився в першому раунді своєму супернику Маттео Маркончіні з Італії. У сутичці, яка тривала 1 хв і 19 сек, італієць переміг іппоном.
| Спортсмен   | Категорія           | Раунд 1/64                        | Раунд 1/32         | Раунд 1/16         | Чвертьфінали       | Півфінали          | Втішний поєдинок   | Фінал / БМ         | Фінал / БМ      |
| Спортсмен   | Категорія           | Суперник Результат                | Суперник Результат | Суперник Результат | Суперник Результат | Суперник Результат | Суперник Результат | Суперник Результат | Місце           |
| ----------- | ------------------- | --------------------------------- | ------------------ | ------------------ | ------------------ | ------------------ | ------------------ | ------------------ | --------------- |
| Кодо Накано | до 81 кг (чоловіки) | Маттео Маркончіні (ITA) L 000–100 | Завершив виступ    | Завершив виступ    | Завершив виступ    | Завершив виступ    | Завершив виступ    | Завершив виступ    | Завершив виступ |

## Плавання
Філіппіни отримали універсальні місця від FINA на участь в Олімпійських іграх двох плавців (по одному кожної статі).
| Спортсмен        | Дисципліна                           | Попередній заплив | Попередній заплив | Півфінал         | Півфінал         | Фінал            | Фінал            |
| Спортсмен        | Дисципліна                           | Час               | Місце             | Час              | Місце            | Час              | Місце            |
| ---------------- | ------------------------------------ | ----------------- | ----------------- | ---------------- | ---------------- | ---------------- | ---------------- |
| Джессі Лакуна    | 400 метрів вільним стилем (чоловіки) | 4:01.70           | 46                | Н/Д              | Н/Д              | Завершив виступ  | Завершив виступ  |
| Жасмін Альхальді | 100 метрів вільним стилем (жінки)    | 56.30             | 33                | Завершила виступ | Завершила виступ | Завершила виступ | Завершила виступ |

## Настільний теніс
Філіппіни делегували на Олімпійські ігри одну настільну тенісистку і це стало дебютом країни на олімпіадах у цьому виді спорту. Ян Ларіба здобула одну з доступних шести путівок в одиночному розряді на Азійському кваліфікаційному турнірі, що пройшов у Гонконзі. Однак вона не змогла проти далі першого раунду, програвши в ньому Сін Хань з Конґо в чотирьох сетах 0–4.
| Спортсмен | Дисципліна               | Попередній раунд     | Раунд 1            | Раунд 2            | Раунд 3            | Раунд 1/16         | Чвертьфінали       | Півфінали          | Фінал / БМ         | Фінал / БМ       |
| Спортсмен | Дисципліна               | Суперник Результат   | Суперник Результат | Суперник Результат | Суперник Результат | Суперник Результат | Суперник Результат | Суперник Результат | Суперник Результат | Місце            |
| --------- | ------------------------ | -------------------- | ------------------ | ------------------ | ------------------ | ------------------ | ------------------ | ------------------ | ------------------ | ---------------- |
| Ян Ларіба | одиночний розряд (жінки) | Сін хань (CGO) L 0–4 | Завершила виступ   | Завершила виступ   | Завершила виступ   | Завершила виступ   | Завершила виступ   | Завершила виступ   | Завершила виступ   | Завершила виступ |

## Тхеквондо
Філіппіни надіслали одного тхеквондиста, повернувшись на Олімпіаду в цьому виді спорту після восьмирічної перерви. Бронзова медалістка Азійських ігор 2014 Кірсті Алора завоювала путівку, посівши одне з перших двох місць в категорії до 67 на Азійському кваліфікаційному турнірі 2016, що пройшов у Манілі.
| Спортсменка  | Категорія           | Раунд 1/16                 | Чвертьфінали       | Півфінали          | Втішний поєдинок        | Фінал / БМ         | Фінал / БМ       |
| Спортсменка  | Категорія           | Суперник Результат         | Суперник Результат | Суперник Результат | Суперник Результат      | Суперник Результат | Місце            |
| ------------ | ------------------- | -------------------------- | ------------------ | ------------------ | ----------------------- | ------------------ | ---------------- |
| Кірсті Алора | понад 67 кг (жінки) | Марія Еспіноса (MEX) L 1–4 | Завершила виступ   | Завершила виступ   | Віам Діслам (MAR) L 5–7 | Завершила виступ   | Завершила виступ |

## Важка атлетика
Філіппіни надіслали на Олімпійські ігри одну важкоатлетку, завдяки шостому загальнокомандному місцю на Чемпіонаті Азії 2016. Крім того, один важкоатлет зміг потрапити на Олімпіаду завдяки його 15-му індивідуальному місцю в світовому рейтинг-листі IWF станом на 20 червня 2016 року, серед спортсменів, що не пройшли через чемпіонати світу і Азії.
| Спортсмен      | Категорія           | Ривок     | Ривок | Поштовх   | Поштовх | Загалом | Місце |
| Спортсмен      | Категорія           | Результат | Місце | Результат | Місце   | Загалом | Місце |
| -------------- | ------------------- | --------- | ----- | --------- | ------- | ------- | ----- |
| Нестор Колоніа | до 56 кг (чоловіки) | 120       | 7     | 154       | DNF     | 120     | DNF   |
| Хіділін Діас   | до 53 кг (жінки)    | 88        | 6     | 112       | 2       | 200     | 2     |